# Jean-Antoine Bérard
Jean-Antoine Bérard (* 1710 in Lunel; † 1. Dezember 1772 in Paris) war ein französischer Opernsänger (Tenor) und Gesangslehrer.

## Leben
Bérard konnte sich ab 1733 nicht dauerhaft als Opern-Tenor in Paris (u. a. an der Académie Royale de Musique, der Comédie Italienne und in Opern-Projekten von Jean-Philippe Rameau) durchsetzen. Im Jahr 1745 kehrte er daraufhin der Bühne endgültig den Rücken und nahm den Beruf eines Gesangslehrers auf. Bérard schrieb ein Gesangslehrbuch, das heute einen guten Einblick in die Gesangstechniken und Interpretationen für die französische Musik des 18. Jahrhunderts erlaubt.

## Werke
- Jean Antoine Bérard: L’art du chant. Dédié à Mme de Pompadour. Minkoff, Genf 1984, ISBN 2-8266-0302-7 (Repr. d. Ausg. Paris 1755)